# 256P/LINEAR
256P/LINEAR, komet Jupiterove obitelji